# Schoepfia shreveana
Schoepfia shreveana är en tvåhjärtbladig växtart som beskrevs av Ira Loren Wiggins. Schoepfia shreveana ingår i släktet Schoepfia och familjen Schoepfiaceae. Inga underarter finns listade i Catalogue of Life.